# Каблуки
Каблу́ки —  село в Україні, у Вертіївській сільській громаді Ніжинського району Чернігівської області. Населення становить 138 осіб.

## Історія
12 червня 2020 року, відповідно до розпорядження Кабінету Міністрів України № 730-р «Про визначення адміністративних центрів та затвердження територій територіальних громад Чернігівської області», увійшло до складу Вертіївської сільської громади.
19 липня 2020 року, в результаті адміністративно-територіальної реформи, увійшло до складу новоутвореного Ніжинського району.

## Населення

### Мова
Розподіл населення за рідною мовою за даними перепису 2001 року:
| Мова       | Кількість | Відсоток |
| ---------- | --------- | -------- |
| українська | 135       | 97.83%   |
| російська  | 2         | 1.45%    |
| румунська  | 1         | 0.72%    |
| Усього     | 138       | 100%     |